# همه چیز از من بپرس
همه چیز از من بپرس (انگلیسی: Ask Me Anything) یک فیلم در ژانر درام و معمایی به کارگردانی آلیسون برنت است که در سال ۲۰۱۴ منتشر شد.

## بازیگران
- بریت رابرتسون
- جاستین لانگ
- مارتین شین
- رابرت پاتریک
- کیمبرلی ویلیامز-پیزلی
- مکس کارور
- اندی باکلی
- مالی هاگن
- گیا مانتگنا
- زلیخا رابینسون
- بئاتریس روزن
- لورین توسان
- کریستین اسلیتر